# Dol Amroth
Dol Amroth je grad iz knjige Gospodar prstenova.
Glavni je grad provincije Belfalas u južnom Gondoru. Smješten je na rtu zaljeva Belfalas, nasuprot uvale Cobas Heaven. Blizu se nalazi ušće rijeke Crnokorijen i vilenjačka luka Edhellond. Zidine su štitile Dol Amroth od valova tijekom vjetrovitih dana, a unutar samog grada bila je smještena visoka kula po imenu Tirith Aear zajedno s Dvorcem Prinčeva Dol Amrotha koji su vladali Belfalasom. Grb je bio brod u obliku srebrenog labuda na plavoj pozadini. Bio je poznat po pomorstvu i harfistima (svirali su na Aragornovoj krunidbi). Stanovnici su bili visoki, imali tamnu kosu i sive oči, te znali vilenjački jezik.  

## Povijest
Postoje dvije legende o postanku grada:
- Prema prvoj priči, prvi Princ Dol Amrotha bio je jedan od Vjernih Numenorejaca koji su napustili Numenor prije nego što je bio uništen i nakon toga su se smjestili u Belfalasu. Bilo je rečeno da mu je Elendil odobrio titulu Princa nakon što je Gondor bio osnovan 3320. godine Drugog doba.

- Prema drugoj priči, prvi gospodar Dol Amrotha bio je Galador, koji je živio od 2004. do 2129. godine Trećeg doba. On je bio sin Numenorejca Imrazora i vilenjakinje Mithrellas, jedne od suputnica Nimrodel od Lothloriena koja se izgubila tijekom svojeg putovanja do luke Edhellond. Nimrodelin zaručnik Amroth utopio se u zaljevu Belfalas kada se pokušavao vratiti natrad na obalu kako bi pronašao Nimrodel. Ova inačica priče potvrđuje nam podrijetlo imena i vjerovanje da su Prinčevi Dol Amrotha u sebi imali vilenjačke krvi.

Prinčevi Dol Amrotha vladali su nezavisno Befalasom, ali ostali su odani Gondoru. Kao obalni grad, Dol Amroth je bio prva crta obrane od prijetnje Umbara. Petnaestog princa Dol Amrotha ubili su umbarski Pobunjenici 2746. godine. Njegov nasljednik također je poginuo u bitci pod nepoznatim okolnostima 2799. godine.
Dvije žene iz Dol Amrotha udale su se za vladare velikih kraljevstva Međuzemlja. Finduilas je bila supruga Denethora, Namjesnika Gondora, majka Boromira i Faramira. Druga je bila Lothiriel, sestra princa Dol Amrotha Imrahila, koja se udala za kralja Eomera od Rohana i iz njihovog braka započela je treća Loza Rohanskih Kraljeva.
Tijekom Rata za Prsten, Princ Imrahil od Dol Amrotha vodio je skupinu svojih vitezova zajedno sa 700 vojnika u obranu Minas Tiritha. Zajedno su jahali u pomoć Faramiru tijekom opsade Minas Tiritha i borili se u Bitci na poljima Pelennora 15. ožujka 3019. godine Trećega doba. Nakon bitke, Princ Imrahil je prema Aragornovoj odluci dobio privremenu vladavinu nad Minas Tirithom i za to se vrijeme zastava Dol Amrotha vijorila nad Ecthelionovom kulom. U Bitci kod Morannona 25. ožujka, vitezovi Dol Amrotha borili su se na prvoj crti.